# Стара груша дичка
Стара́ гру́ша ди́чка (Тарасова груша) — ботанічна пам'ятка природи місцевого значення в Україні. Розташована на території міста Запоріжжя, поруч з Прибережною автомагістраллю. 
Площа 0,1 га. Статус присвоєно згідно з рішенням Запорізького облвиконкому від 22.09.1982 року № 431. Перебуває у віданні: Вознесенівський райкомунгосп. 
Статус присвоєно для збереження одного екземпляра груші віком бл. 200 років. За переказами, під цією грушею ночував Тарас Шевченко.